# Domingos Borges de Barros
Domingos Borges de Barros, primeiro e único barão e visconde de Pedra Branca, (Salvador, 10 de outubro de 1780 — 20 de março de 1855) foi um advogado, escritor, diplomata, político e principalmente senhor de engenho brasileiro.

## Biografia
Cursou direito na Universidade de Coimbra. Foi deputado às Cortes de Lisboa em 1821. Foi senador do Brasil Imperial entre 1833 e 1855. Domingos foi o pai da Condessa de Barral, preceptora da Princesa Isabel.
Como diplomata tratou com Carlos X da França e seu ministro Chateaubriand o reconhecimento da Independência do Brasil, foi também encarregado de acertar o casamento de D. Pedro I com a princesa D. Amélia de Leuchtenberg. 
Era Grande do Império, agraciado com a grã-cruz da Imperial Ordem de Cristo, dignitário da Imperial Ordem da Rosa. Era historiador, sócio do Instituto Histórico e Geográfico Brasileiro e poeta.

## Descendentes
Está enterrado no Cemitério do Campo Santo em Salvador, Bahia, sob o nome de Visconde da Pedra Branca.
Um de seus descendentes foi Josué Borges de Barros, cantor e compositor, primeiro brasileiro a gravar um LP no exterior (França) e mais tarde foi quem descobriu e lançou Carmen Miranda.

## Trabalhos publicados
- Dicionário francês-português e português-francês. Paris, 1812. 2.v.
- Poesia e verso heróico.
- Poesias oferecidas às senhoras brasileiras, por um baiano. Paris, 1825.
- Memória sobre a plantação e fabrico de urucum. Tomo 1. n. 1.
- Memória sobre o café, sua história, cultura, amanho. Tomo 1. n. 5 e 6.
- Memórias sobre os meios de desaguar ou esgotar as terras inundadas. n. 5.
- Memórias sobre os muros de apoio ou muros que servem para sustentara terra.
- Ode ao Conde dos Arcos.
- Os túmulos. 4. ed. com um estudo sobre o poeta precursor do romantismo. Rio de Janeiro : Academia Brasileira, 1945. 138p.
- Vantagem da vida campestre. Tomo IV. n. 5